# Mouvement autonomiste jurassien
De Mouvement autonomiste jurassien, Nederlands: Jurassische Beweging voor Autonomie, was aanvankelijk een politieke beweging in het kanton Bern in Zwitserland, die naar een eigen kanton Jura streefde. Het nieuwe kanton Jura kwam er in 1979. Het doel is tegenwoordig de vereniging van het kanton Jura met de Berner Jura, een onderdeel van het kanton Bern.

## De Mouvement séparatiste jurassien en de Rassemblement jurassien
De Mouvement autonomiste jurassien werd na de Tweede Wereldoorlog als Mouvement séparatiste jurassien opgericht en stond sedert haar oprichting onder leiding van Daniel Charpilloz (1892-1955), met als doel de stichting van een onafhankelijk kanton Jura. De naam van de beweging werd in 1947 gewijzigd in Rassemblement jurassien RJ. De beweging liet van zich horen tijdens de affaire Moeckli. Moeckli, een Jurassisch politicus, die lid van de Regeringsraad was van het kanton Bern, werd in 1947 niet aangesteld door de Grote Raad van Bern, het kantonsparlement, als minister van het departement van Openbare Werken. Dit werd door veel inwoners van de Jura als discriminatie gezien. De Rassemblement jurassien eiste hierop de 'bevrijding van de Jura' en op haar initiatief werd op 20 september 1947 een grote volksmanifestatie gehouden. Het kanton Bern was daarna bij tijd en wijle in de ban van de kwestie.
De Rassemblement jurassien organiseerde in 1959 een volksinitiatief met als doel een opiniepeiling onder de bevolking van Jura te houden over de vraag dat een nieuw kanton Jura moest worden gesticht, maar de bevolking verwierp op 5 juli 1959 het volksinitiatief. De JR bleef strijden voor een onafhankelijk kanton Jura en stichtte jeugdorganisaties, vrouwenafdelingen, studentenafdelingen enzovoort om de Jurassische bevolking zich van hun eigen identiteit bewust te maken. De beweging werd steeds belangrijker, maar er kwamen meer soortgelijke groepen. De Unité jurassienne, de agressieve Front de Libération du Jura en de gematigde Mouvement pur l'Unité du Jura werden opgericht. De meeste traditionele partijen, bijvoorbeeld de Christendemocratische Volkspartij en de Sociaaldemocratische Partij steunden een zelfstandig Jura.
De bevolking van de Jura bepaalde in een volksraadpleging in 1974 dat er een zelfstandig kanton Jura moest komen. Het kanton Jura werd op 1 januari 1979 het 23ste kanton van Zwitserland. De Rassemblement jurassien speelde op kantonnaal niveau geen rol van betekenis, behalve op gemeentelijk niveau.

## Mouvement autonomiste jurassien
De Rassemblement jurassien en de Unité jurassienne fuseerden in 1994 tot de Mouvement autonomiste jurassienne MAJ. De huidige voorzitter is Laurent Coste, lid van de Grote Raad van Bern voor de Christendemocratische Volkspartij. De huidige secretaris-generaal van de MAJ is Pierre-André Comte. Hij was burgemeester van Vellerat. Thans is hij lid van het Parlement van Jura voor de Sociaaldemocratische Partij.
De Mouvement autonomiste jurassien streeft naar de vereniging van het kanton Jura met de Berner Jura, een onderdeel van het kanton Bern. Daar de MAJ geen politieke partij is, maar een pressiegroep, kan men zich niet voor de MAJ kandidaat stellen, maar men moet toch proberen de idealen van de beweging uit te dragen. De meeste leden die politiek actief zijn, zijn lid van de Sociaaldemocratische Partij, de Vrijzinnig Democratische Partij.De Liberalen of de Christendemocratische Volkspartij.